# Troisième circonscription d'Ille-et-Vilaine
La troisième circonscription d'Ille-et-Vilaine est l'une des huit circonscriptions législatives françaises que compte le département d'Ille-et-Vilaine situé en région Bretagne.

## La circonscription de 1958 à 1986

### Description géographique
Dans le découpage électoral de 1958, la troisième circonscription d'Ille-et-Vilaine était celle de « Vitré ». Le département comptait alors six circonscriptions.
Elle était composée des cantons suivants :
- Canton d'Argentré-du-Plessis
- Canton de Châteaubourg
- Canton de La Guerche-de-Bretagne
- Canton de Janzé
- Canton de Retiers
- Canton de Vitré-Est
- Canton de Vitré-Ouest.

### Historique des députations
| Législature | Début de mandat | Fin de mandat  | Député             | Parti politique | Observations |
| ----------- | --------------- | -------------- | ------------------ | --------------- | --- |
| Ire         | 9 décembre 1958 | 9 octobre 1962 | Alexis Méhaignerie | MRP             | Mandat écourté à la suite d'une dissolution parlementaire décidée par Charles de Gaulle. |
| IIe         | 6 décembre 1962 | 2 avril 1967   | Alexis Méhaignerie | MRP             | |
| IIIe        | 3 avril 1967    | 30 mai 1968    | Alexis Méhaignerie | UDR             | Mandat écourté à la suite d'une dissolution parlementaire décidée par Charles de Gaulle. |
| IVe         | 11 juillet 1968 | 1er avril 1973 | Henri Lassourd     | UDR             | |
| Ve          | 2 avril 1973    | 2 avril 1978   | Pierre Méhaignerie | CDP (UC)        | Remplacé à partir du 13 février 1976 par Maurice Drouet (UC) à la suite de sa nomination au gouvernement. |
| VIe         | 3 avril 1978    | 22 mai 1981    | Pierre Méhaignerie | UDF             | Remplacé à partir du 6 mai 1978 par Maurice Drouet (UDF) à la suite de sa nomination au gouvernement. Mandat écourté à la suite d'une dissolution parlementaire décidée par François Mitterrand.                                  |
| VIIe        | 2 juillet 1981  | 1er avril 1986 | Pierre Méhaignerie | UDF             | |
| VIIIe       | 2 avril 1986    | 14 mai 1988    | Aucun              | Aucun           | Proportionnelle par département, pas de député par circonscription Proportionnelle par département, pas de député par circonscription. Mandat écourté à la suite d'une dissolution parlementaire décidée par François Mitterrand. |

### Historique des élections

#### Élections de 1958
|                       | Alexis Méhaignerie élu | MRP            | 19 717 | 52,36  |  |  |  |
|                       | Émile Neumager         | UNR            | 14 442 | 38,35  |  |  |  |
|                       | Roland Chauvel         | PCF            | 1 932  | 5,13   |  |  |  |
|                       | Paul Rivals            | UFF            | 1 565  | 4,15   |  |  |  |
|                       |                        |                |        |        |  |  |  |
| Inscrits              | Inscrits               | Inscrits       | 46 328 | 100,00 |  |  |  |
| Abstentions           | Abstentions            | Abstentions    | 7 027  | 15,17  |  |  |  |
| Votants               | Votants                | Votants        | 39 301 | 84,83  |  |  |  |
| Blancs et nuls        | Blancs et nuls         | Blancs et nuls | 1 645  | 4,19   |  |  |  |
| Exprimés              | Exprimés               | Exprimés       | 37 656 | 95,81  |  |  |  |
| Source : Data.gouv.fr |                        |                |        |        |  |  |  |

Le suppléant d'Alexis Méhaignerie était François Gouesnard, agriculteur, maire d'Arbrissel.

#### Élections de 1962
|                       | Alexis Méhaignerie sortant réélu | MRP            | 18 047 | 54,77  |  |  |  |
|                       | Gaston Quétel                    | UNR-UDT        | 12 745 | 38,68  |  |  |  |
|                       | Marcel Monier                    | PCF            | 2 159  | 6,55   |  |  |  |
|                       |                                  |                |        |        |  |  |  |
| Inscrits              | Inscrits                         | Inscrits       | 45 680 | 100,00 |  |  |  |
| Abstentions           | Abstentions                      | Abstentions    | 10 658 | 23,33  |  |  |  |
| Votants               | Votants                          | Votants        | 35 022 | 76,67  |  |  |  |
| Blancs et nuls        | Blancs et nuls                   | Blancs et nuls | 2 071  | 5,91   |  |  |  |
| Exprimés              | Exprimés                         | Exprimés       | 32 951 | 94,09  |  |  |  |
| Source : Data.gouv.fr |                                  |                |        |        |  |  |  |

Le suppléant d'Alexis Méhaignerie était Pierre Gouin, artisan commerçant, maire d'Étrelles.

#### Élections de 1967
| Candidat              | Candidat                         | Parti          | Premier tour | Premier tour | Second tour | Second tour |  |
| Candidat              | Candidat                         | Parti          | Voix         | %            | Voix        | %           |  |
| --------------------- | -------------------------------- | -------------- | ------------ | ------------ | ----------- | ----------- |  |
|                       | Alexis Méhaignerie sortant réélu | CD (PDM)       | 17 497       | 46,04        | 16 253      | 43,88       |  |
|                       | René Crinon                      | UD-Ve          | 13 475       | 35,46        | 15 487      | 41,81       |  |
|                       | Guy Gerbaud                      | CIR (FGDS)     | 5 675        | 14,93        | 5 298       | 14,30       |  |
|                       | Jean Le Duff                     | PCF            | 1 352        | 3,56         |             |             |  |
|                       |                                  |                |              |              |             |             |  |
| Inscrits              | Inscrits                         | Inscrits       | 44 793       | 100,00       | 44 793      | 100,00      |  |
| Abstentions           | Abstentions                      | Abstentions    | 5 549        | 12,39        | 7 024       | 15,68       |  |
| Votants               | Votants                          | Votants        | 39 244       | 87,61        | 37 769      | 84,32       |  |
| Blancs et nuls        | Blancs et nuls                   | Blancs et nuls | 1 245        | 3,17         | 731         | 1,94        |  |
| Exprimés              | Exprimés                         | Exprimés       | 37 999       | 96,83        | 37 038      | 98,06       |  |
| Source : Data.gouv.fr |                                  |                |              |              |             |             |  |

Le suppléant d'Alexis Méhaignerie était Jean Bourdais, adjoint au maire d'Argentré-du-Plessis.

#### Élections de 1968
|                       | Henri Lassourd élu | UDR (URP)      | 20 402 | 53,54  |  |  |  |
|                       | Pierre Méhaignerie | CDP            | 12 617 | 33,11  |  |  |  |
|                       | Guy Gerbaud        | CIR (FGDS)     | 3 650  | 9,58   |  |  |  |
|                       | Marcel Monier      | PCF            | 877    | 2,30   |  |  |  |
|                       | Henri Guéguen      | PSU            | 561    | 1,47   |  |  |  |
|                       |                    |                |        |        |  |  |  |
| Inscrits              | Inscrits           | Inscrits       | 44 635 | 100,00 |  |  |  |
| Abstentions           | Abstentions        | Abstentions    | 5 579  | 12,5   |  |  |  |
| Votants               | Votants            | Votants        | 39 056 | 87,5   |  |  |  |
| Blancs et nuls        | Blancs et nuls     | Blancs et nuls | 949    | 2,43   |  |  |  |
| Exprimés              | Exprimés           | Exprimés       | 38 107 | 97,57  |  |  |  |
| Source : Data.gouv.fr |                    |                |        |        |  |  |  |

Le suppléant d'Henri Lassourd était René Crinon, maire de Vitré.

#### Élections de 1973
|                    | Pierre Méhaignerie élu | CDP (URP)      | 20 829 | 52,70  |  |  |  |
|                    | Henri Lassourd sortant | UDR (URP)      | 10 751 | 27,20  |  |  |  |
|                    | Guy Gerbaud            | PS (UGSD)      | 6 236  | 15,78  |  |  |  |
|                    | Jean-Marie Allard      | PCF            | 1 239  | 3,13   |  |  |  |
|                    | Bernard Macé           | SAV            | 468    | 1,18   |  |  |  |
|                    |                        |                |        |        |  |  |  |
| Inscrits           | Inscrits               | Inscrits       | 46 489 | 100,00 |  |  |  |
| Abstentions        | Abstentions            | Abstentions    | 5 912  | 12,72  |  |  |  |
| Votants            | Votants                | Votants        | 40 577 | 87,28  |  |  |  |
| Blancs et nuls     | Blancs et nuls         | Blancs et nuls | 1 054  | 2,6    |  |  |  |
| Exprimés           | Exprimés               | Exprimés       | 39 523 | 97,4   |  |  |  |
| Source : Data.gouv |                        |                |        |        |  |  |  |

Le suppléant de Pierre Méhaignerie était Maurice Drouet, commerçant minotier, conseiller municipal de Janzé. Maurice Drouet remplaça Pierre Méhaignerie, nommé membre du gouvernement, du 13 février 1976 au 2 avril 1978.

#### Élections de 1978
|                | Pierre Méhaignerie sortant réélu | UDF (CDS)      | 32 196 | 72,38  |  |  |  |
|                | Guy Gerbaud                      | PS             | 7 970  | 17,92  |  |  |  |
|                | Jean Le Duff                     | PCF            | 1 598  | 3,59   |  |  |  |
|                | Jean-François Brault             | UGP            | 1 449  | 3,26   |  |  |  |
|                | Marc Mougard                     | LO             | 1 270  | 2,85   |  |  |  |
|                |                                  |                |        |        |  |  |  |
| Inscrits       | Inscrits                         | Inscrits       | 51 995 | 100,00 |  |  |  |
| Abstentions    | Abstentions                      | Abstentions    | 6 233  | 11,99  |  |  |  |
| Votants        | Votants                          | Votants        | 45 762 | 88,01  |  |  |  |
| Blancs et nuls | Blancs et nuls                   | Blancs et nuls | 1 279  | 2,79   |  |  |  |
| Exprimés       | Exprimés                         | Exprimés       | 44 483 | 97,21  |  |  |  |

Le suppléant de Pierre Méhaignerie était Maurice Drouet. Maurice Drouet remplaça Pierre Méhaignerie, nommé membre du gouvernement, du 6 mai 1978 au 22 mai 1981.

#### Élections de 1981
|                | Pierre Méhaignerie sortant réélu | UDF (CDS)      | 29 321 | 72,58  |  |  |  |
|                | Guy Gerbaud                      | PS             | 9 073  | 22,46  |  |  |  |
|                | Jean Fuseau                      | CNIP           | 1 234  | 3,05   |  |  |  |
|                | Jean Le Duff                     | PCF            | 821    | 2,03   |  |  |  |
|                | Marie-Bernadette Alexandre       | CCA            | 1      | 0      |  |  |  |
|                |                                  |                |        |        |  |  |  |
| Inscrits       | Inscrits                         | Inscrits       | 53 900 | 100,00 |  |  |  |
| Abstentions    | Abstentions                      | Abstentions    | 12 815 | 23,78  |  |  |  |
| Votants        | Votants                          | Votants        | 41 085 | 76,22  |  |  |  |
| Blancs et nuls | Blancs et nuls                   | Blancs et nuls | 635    | 1,55   |  |  |  |
| Exprimés       | Exprimés                         | Exprimés       | 40 450 | 98,45  |  |  |  |

Le suppléant de Pierre Méhaignerie était Maurice Drouet.

## La circonscription de 1986 à 2010

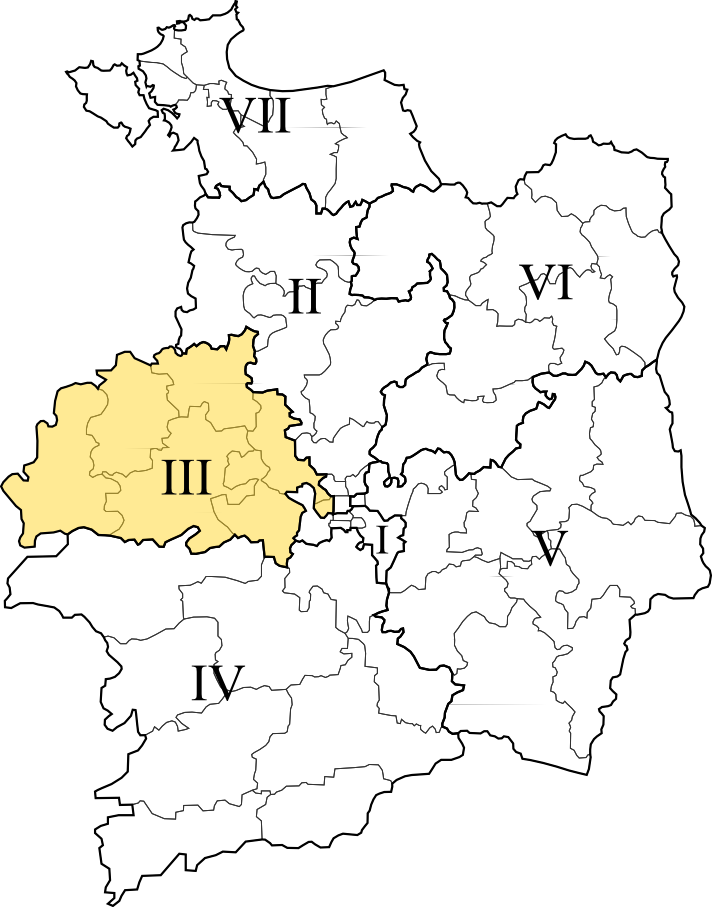
Localisation de la troisième circonscription d'Ille-et-Vilaine de 1986 à 2010.

### Description géographique et démographique
Dans le découpage électoral de la loi no 86-1197 du 24 novembre 1986
, la circonscription regroupe les cantons suivants :
- Canton de Bécherel
- Canton de Montauban-de-Bretagne
- Canton de Montfort-sur-Meu
- Canton de Mordelles
- Canton de Rennes-Centre-Ouest
- Canton de Rennes-Nord-Ouest
- Canton de Saint-Méen-le-Grand.

D'après le recensement général de la population en 1999, réalisé par l'Institut national de la statistique et des études économiques (INSEE), la population totale de cette circonscription est estimée à 120 687 habitants, ce qui fait que la circonscription est sous-représentée par rapport à la moyenne nationale (voir la carte de représentativité des circonscriptions législatives françaises), la représentativité théorique par circonscription étant de 105 600 habitants.

### Historique des députations
| Législature | Début de mandat | Fin de mandat  | Député            | Parti politique | Observations                                                                          |
| ----------- | --------------- | -------------- | ----------------- | --------------- | ------------------------------------------------------------------------------------- |
| IXe         | 23 juin 1988    | 1er avril 1993 | Yves Fréville     | UDF-CDS         |                                                                                       |
| Xe          | 2 avril 1993    | 21 avril 1997  | Yves Fréville,    | UDF-CDS,        | Mandat écourté à la suite d'une dissolution parlementaire décidée par Jacques Chirac. |
| XIe         | 12 juin 1997    | 18 juin 2002   | Marcel Rogemont   | PS              |                                                                                       |
| XIIe        | 19 juin 2002    | 19 juin 2007   | Philippe Rouault, | UMP,            |                                                                                       |
| XIIIe       | 20 juin 2007    | 19 juin 2012   | Marcel Rogemont   | PS diss.        |                                                                                       |

### Historique des élections

#### Élections de 1986
Résultats dans la circonscription (découpage 1988) de l'élection proportionnelle départementale.
|            | Edmond Hervé       | PS             | 25 480 | 39,58  |  |  |  |  |
|            | Pierre Méhaignerie | UDF (CDS - PR) | 21 231 | 32,98  |  |  |  |  |
|            | Michel Cointat     | RPR            | 9 825  | 15,26  |  |  |  |  |
|            | Jean Clerc         | FN             | 2 742  | 4,26   |  |  |  |  |
|            | Christian Benoist  | PCF            | 2 168  | 3,36   |  |  |  |  |
|            | Raymond Madec      | LO             | 1 086  | 1,68   |  |  |  |  |
|            | Louis Chopier      | DVG            | 854    | 1,32   |  |  |  |  |
|            | Arlette Tardif     | MRG            | 341    | 0,52   |  |  |  |  |
|            | Pierre Priet       | MPPT           | 319    | 0,49   |  |  |  |  |
|            | Gilles Roux        | I86            | 316    | 0,49   |  |  |  |  |
|            |                    |                |        |        |  |  |  |  |
| Inscrits   | Inscrits           | Inscrits       | 69 810 | 100,00 |  |  |  |  |
| Abstention | Abstention         | Abstention     | 14 862 | 21,29  |  |  |  |  |
| Votants    | Votants            | Votants        | 54 948 | 78,71  |  |  |  |  |
| Exprimés   | Exprimés           | Exprimés       | 52 007 | 74,50  |  |  |  |  |

#### Élections de 1988
| Candidat       | Candidat                    | Parti           | Premier tour | Premier tour | Second tour | Second tour |  |
| Candidat       | Candidat                    | Parti           | Voix         | %            | Voix        | %           |  |
| -------------- | --------------------------- | --------------- | ------------ | ------------ | ----------- | ----------- |  |
|                | Yves Fréville sortant réélu | UDF (CDS) (URC) | 21 746       | 48,52        | 25 725      | 51,96       |  |
|                | Marcel Rogemont             | PS              | 17 493       | 39,03        | 23 783      | 48,04       |  |
|                | Yann Clerc                  | FN              | 2 149        | 4,79         |             |             |  |
|                | Éric Berroche               | PCF             | 1 922        | 4,28         |             |             |  |
|                | Janine Palm                 | AREV            | 1 500        | 3,34         |             |             |  |
|                |                             |                 |              |              |             |             |  |
| Inscrits       | Inscrits                    | Inscrits        | 71 924       | 100,00       | 71 921      | 100,00      |  |
| Abstentions    | Abstentions                 | Abstentions     | 26 356       | 36,64        | 21 649      | 30,1        |  |
| Votants        | Votants                     | Votants         | 45 568       | 63,36        | 50 272      | 69,9        |  |
| Blancs et nuls | Blancs et nuls              | Blancs et nuls  | 758          | 1,66         | 764         | 1,52        |  |
| Exprimés       | Exprimés                    | Exprimés        | 44 810       | 98,34        | 49 508      | 98,48       |  |

Le suppléant d'Yves Fréville était Jacques Pilorge, vétérinaire, conseiller régional, maire de Montfort-sur-Meu.

#### Élections de 1993
| Candidat                      | Candidat                    | Parti          | Premier tour | Premier tour | Second tour | Second tour |  |
| Candidat                      | Candidat                    | Parti          | Voix         | %            | Voix        | %           |  |
| ----------------------------- | --------------------------- | -------------- | ------------ | ------------ | ----------- | ----------- |  |
|                               | Yves Fréville sortant réélu | UDF (CDS)      | 23 710       | 48,22        | 28 492      | 60,05       |  |
|                               | Marcel Rogemont             | PS (ADFP)      | 10 249       | 20,84        | 18 956      | 39,95       |  |
|                               | Jean Tchoubar               | GÉ (EÉ)        | 5 547        | 11,28        |             |             |  |
|                               | Brigitte Fourcade           | FN             | 3 274        | 6,65         |             |             |  |
|                               | Éric Berroche               | PCF            | 1 704        | 3,46         |             |             |  |
|                               | Jean-Pierre Gaudin          | LO             | 1 270        | 2,58         |             |             |  |
|                               | Dominique Gautier           | LT-LNÉ         | 1 197        | 2,43         |             |             |  |
|                               | Michel Génin                | UDB            | 691          | 1,40         |             |             |  |
|                               | Bernard Réty                | PT             | 637          | 1,29         |             |             |  |
|                               | Éric Melchior               | MDC            | 603          | 1,22         |             |             |  |
|                               | Maryvonne Plestan           | PLN            | 285          | 0,57         |             |             |  |
|                               |                             |                |              |              |             |             |  |
| Inscrits                      | Inscrits                    | Inscrits       | 76 176       | 100,00       | 76 172      | 100,00      |  |
| Abstentions                   | Abstentions                 | Abstentions    | 24 284       | 31,88        | 25 785      | 33,85       |  |
| Votants                       | Votants                     | Votants        | 51 892       | 68,12        | 50 387      | 66,15       |  |
| Blancs et nuls                | Blancs et nuls              | Blancs et nuls | 2 725        | 5,25         | 2 939       | 5,83        |  |
| Exprimés                      | Exprimés                    | Exprimés       | 49 167       | 94,75        | 47 448      | 94,17       |  |
| Source : Data.gouv et CEVIPOF |                             |                |              |              |             |             |  |

Le suppléant d'Yves Fréville était Jacques Pilorge.

#### Élections de 1997
| Candidat                     | Candidat              | Parti          | Premier tour | Premier tour | Second tour | Second tour |  |
| Candidat                     | Candidat              | Parti          | Voix         | %            | Voix        | %           |  |
| ---------------------------- | --------------------- | -------------- | ------------ | ------------ | ----------- | ----------- |  |
|                              | Gérard Pourchet       | UDF (FD)       | 16 768       | 34,36        | 24 493      | 46,19       |  |
|                              | Marcel Rogemont élu   | PS             | 16 312       | 33,43        | 28 529      | 53,81       |  |
|                              | Brigitte Neveux       | FN             | 3 576        | 7,33         |             |             |  |
|                              | Éric Berroche         | PCF            | 2 789        | 5,72         |             |             |  |
|                              | Annaig Hache          | Les Verts      | 2 633        | 5,40         |             |             |  |
|                              | Jean-Pierre Gaudin    | LO             | 1 921        | 3,94         |             |             |  |
|                              | Anne Cadoret          | GÉ             | 1 411        | 2,89         |             |             |  |
|                              | Agnès Houbé-Delamaire | MPF (LDI)      | 1 119        | 2,29         |             |             |  |
|                              | Michel Génin          | UDB            | 733          | 1,50         |             |             |  |
|                              | René Malle            | PT             | 624          | 1,28         |             |             |  |
|                              | Chrystelle Gérard     | Divers gauche  | 543          | 1,11         |             |             |  |
|                              | Roger Vichy           | MÉI            | 366          | 0,75         |             |             |  |
|                              | Laurent Montane       | Divers         | 6            | 0,01         |             |             |  |
|                              |                       |                |              |              |             |             |  |
| Inscrits                     | Inscrits              | Inscrits       | 76 347       | 100,00       | 76 345      | 100,00      |  |
| Abstentions                  | Abstentions           | Abstentions    | 24 803       | 32,49        | 20 740      | 27,17       |  |
| Votants                      | Votants               | Votants        | 51 544       | 67,51        | 55 605      | 72,83       |  |
| Blancs et nuls               | Blancs et nuls        | Blancs et nuls | 2 743        | 5,32         | 2 583       | 4,65        |  |
| Exprimés                     | Exprimés              | Exprimés       | 48 801       | 94,68        | 53 022      | 95,35       |  |
| Source : Assemblée nationale |                       |                |              |              |             |             |  |

La suppléante de Marcel Rogemont était Élisabeth Burel, maire de La Nouaye.

#### Élections de 2002
| Candidat       | Candidat                | Parti            | Premier tour | Premier tour | Second tour | Second tour |  |
| Candidat       | Candidat                | Parti            | Voix         | %            | Voix        | %           |  |
| -------------- | ----------------------- | ---------------- | ------------ | ------------ | ----------- | ----------- |  |
|                | Philippe Rouault élu    | UMP              | 23 524       | 43,00        | 27 080      | 50,79       |  |
|                | Marcel Rogemont sortant | PS               | 20 902       | 38,21        | 26 242      | 49,21       |  |
|                | Marcel Colin            | FN               | 2 468        | 4,51         |             |             |  |
|                | Jean-Luc Daubaire       | Les Verts        | 2 218        | 4,05         |             |             |  |
|                | Gilles Lavarec          | Divers gauche    | 1 038        | 1,90         |             |             |  |
|                | Éric Berroche           | PCF              | 893          | 1,63         |             |             |  |
|                | Gaëlle Lefeuvre         | LCR              | 708          | 1,29         |             |             |  |
|                | Jean-Pierre Gaudin      | LO               | 670          | 1,22         |             |             |  |
|                | Hélène de Roubin        | CPNT             | 482          | 0,88         |             |             |  |
|                | Sophie Donzelot         | Pôle républicain | 474          | 0,87         |             |             |  |
|                | Michel Génin            | UDB              | 427          | 0,78         |             |             |  |
|                | Lionel David            | MNR              | 371          | 0,68         |             |             |  |
|                | Yvette Minec            | GÉ               | 330          | 0,60         |             |             |  |
|                | Jean-Paul Tual          | PT               | 200          | 0,37         |             |             |  |
|                |                         |                  |              |              |             |             |  |
| Inscrits       | Inscrits                | Inscrits         | 83 468       | 100,00       | 83 468      | 100,00      |  |
| Abstentions    | Abstentions             | Abstentions      | 27 868       | 33,39        | 29 014      | 34,76       |  |
| Votants        | Votants                 | Votants          | 55 600       | 66,61        | 54 454      | 65,24       |  |
| Blancs et nuls | Blancs et nuls          | Blancs et nuls   | 895          | 1,61         | 1 132       | 2,08        |  |
| Exprimés       | Exprimés                | Exprimés         | 54 705       | 98,39        | 53 322      | 97,92       |  |

Le suppléant de Philippe Rouault était Maurice Théaud, conseiller général du canton de Saint-Méen-le-Grand, chef d'entreprise.

#### Élections de 2007
| Candidat       | Candidat                 | Parti             | Premier tour | Premier tour | Second tour | Second tour |  |
| Candidat       | Candidat                 | Parti             | Voix         | %            | Voix        | %           |  |
| -------------- | ------------------------ | ----------------- | ------------ | ------------ | ----------- | ----------- |  |
|                | Philippe Rouault sortant | UMP               | 23 137       | 40,27        | 26 916      | 47,25       |  |
|                | Marcel Rogemont élu      | diss. PS          | 14 292       | 24,87        | 30 050      | 52,75       |  |
|                | Laurence Duffaud         | PS                | 7 220        | 12,57        |             |             |  |
|                | Jean-Paul Pincemin       | UDF–MoDem         | 5 129        | 8,93         |             |             |  |
|                | Nicole Kiil-Nielsen      | Les Verts         | 2 287        | 3,98         |             |             |  |
|                | Nicolas Beaujouan        | LCR               | 1 449        | 2,52         |             |             |  |
|                | Nidia Vanmarque          | FN                | 898          | 1,56         |             |             |  |
|                | Yannick Nadesan          | PCF               | 838          | 1,46         |             |             |  |
|                | Philippe Pommier         | MPF               | 681          | 1,19         |             |             |  |
|                | Denis Beaurain           | LT-LNÉ            | 531          | 0,92         |             |             |  |
|                | Jean-Pierre Gaudin       | LO                | 473          | 0,82         |             |             |  |
|                | Loïc Cloteau             | Divers écologiste | 404          | 0,70         |             |             |  |
|                | Monique Lasserre         | PT                | 122          | 0,21         |             |             |  |
|                |                          |                   |              |              |             |             |  |
| Inscrits       | Inscrits                 | Inscrits          | 91 317       | 100,00       | 91 321      | 100,00      |  |
| Abstentions    | Abstentions              | Abstentions       | 33 060       | 36,2         | 32 877      | 36          |  |
| Votants        | Votants                  | Votants           | 58 257       | 63,8         | 58 444      | 64          |  |
| Blancs et nuls | Blancs et nuls           | Blancs et nuls    | 796          | 1,37         | 1 478       | 2,53        |  |
| Exprimés       | Exprimés                 | Exprimés          | 57 461       | 98,63        | 56 966      | 97,47       |  |

La suppléante de Marcel Rogemont était Claudia Rouaux, conseillère municipale de Montfort-sur-Meu.

## La circonscription depuis 2010

Localisation de la circonscription dans le département depuis 2010.

### Description géographique
À la suite du redécoupage des circonscriptions législatives françaises de 2010, induit par l'ordonnance no 2009-935 du 29 juillet 2009, ratifiée par le Parlement français le 21 janvier 2010, la troisième circonscription d'Ille-et-Vilaine regroupe les divisions administratives suivantes :
- Canton de Bécherel
- Canton de Combourg
- Canton de Montauban-de-Bretagne
- Canton de Montfort-sur-Meu
- Canton de Rennes-Nord-Ouest
- Canton de Saint-Méen-le-Grand
- Canton de Tinténiac.

### Historique des députations
| Législature | Début de mandat | Fin de mandat   | Député         | Parti politique | Observations                                                                                              |
| ----------- | --------------- | --------------- | -------------- | --------------- | --- |
| XIVe        | 20 juin 2012    | 20 juin 2017    | François André | PS              | |
| XVe         | 21 juin 2017    | 11 février 2020 | François André | LREM            | François André meurt le 11 février 2020. Il est remplacé par sa suppléante, la socialiste Claudia Rouaux. |
| XVe         | 12 février 2020 | 21 juin 2022    | Claudia Rouaux | PS              | François André meurt le 11 février 2020. Il est remplacé par sa suppléante, la socialiste Claudia Rouaux. |
| XVIe        | 22 juin 2022    | 9 juin 2024     | Claudia Rouaux | PS              | Mandat écourté à la suite d'une dissolution parlementaire décidée par Emmanuel Macron.                    |
| XVIIe       | 8 juillet 2024  | En cours        | Claudia Rouaux | PS              | |

### Historique des élections

#### Élections de 2012
| Candidat       | Candidat               | Parti          | Premier tour | Premier tour | Second tour | Second tour |  |
| Candidat       | Candidat               | Parti          | Voix         | %            | Voix        | %           |  |
| -------------- | ---------------------- | -------------- | ------------ | ------------ | ----------- | ----------- |  |
|                | François André élu     | PS             | 22 075       | 45,24        | 27 805      | 58,82       |  |
|                | Philippe Rouault       | UMP            | 16 000       | 32,79        | 19 466      | 41,18       |  |
|                | Nidia Boudier          | FN (RBM)       | 3 939        | 8,07         |             |             |  |
|                | Yves Sauvage           | EÉLV           | 2 610        | 5,35         |             |             |  |
|                | Yannick Nadesan        | PCF (FG)       | 2 202        | 4,51         |             |             |  |
|                | Gaylord Odic           | DLR            | 693          | 1,42         |             |             |  |
|                | Valérie Coussinet      | UDB            | 443          | 0,91         |             |             |  |
|                | Benoît Guillet         | LO             | 292          | 0,60         |             |             |  |
|                | Pia-Valentine Bailleul | NPA            | 228          | 0,47         |             |             |  |
|                | Pierre Priet           | POI            | 175          | 0,36         |             |             |  |
|                | Gurwal Le Bris         | S&P            | 135          | 0,28         |             |             |  |
|                | Gilles Helgen          | RIC            | 2            | 0,00         |             |             |  |
|                |                        |                |              |              |             |             |  |
| Inscrits       | Inscrits               | Inscrits       | 81 491       | 100,00       | 81 490      | 100,00      |  |
| Abstentions    | Abstentions            | Abstentions    | 31 857       | 39,09        | 32 883      | 40,35       |  |
| Votants        | Votants                | Votants        | 49 634       | 60,91        | 48 607      | 59,65       |  |
| Blancs et nuls | Blancs et nuls         | Blancs et nuls | 840          | 1,69         | 1 336       | 2,75        |  |
| Exprimés       | Exprimés               | Exprimés       | 48 794       | 98,31        | 47 271      | 97,25       |  |

La suppléante de François André était Marie-Thérèse Sauvée, ancienne commerçante, conseillère municipale de Combourg et conseillère générale du canton de Combourg.

#### Élections de 2017
Les élections législatives françaises de 2017 ont eu lieu les dimanches 11 et 18 juin 2017.
|                                                                                 |                                                                           |                           |                           |                          |                          |
|                                                                                 |                                                                           | Premier tour 11 juin 2017 | Premier tour 11 juin 2017 | Second tour 18 juin 2017 | Second tour 18 juin 2017 |
|                                                                                 |                                                                           |                           |                           |                          |                          |
|                                                                                 |                                                                           | Nombre                    | % des inscrits            | Nombre                   | % des inscrits           |
| Inscrits                                                                        | Inscrits                                                                  | 86 146                    | 100,00                    | 86 153                   | 100,00                   |
| Abstentions                                                                     | Abstentions                                                               | 39 801                    | 46,20                     | 49 136                   | 57,03                    |
| Votants                                                                         | Votants                                                                   | 46 345                    | 53,80                     | 37 017                   | 42,97                    |
|                                                                                 |                                                                           |                           | % des votants             |                          | % des votants            |
| Bulletins blancs                                                                | Bulletins blancs                                                          | 853                       | 1,84                      | 2 969                    | 8,02                     |
| Bulletins nuls                                                                  | Bulletins nuls                                                            | 332                       | 0,72                      | 1 111                    | 3,00                     |
| Suffrages exprimés                                                              | Suffrages exprimés                                                        | 45 160                    | 97,44                     | 32 937                   | 88,98                    |
|                                                                                 |                                                                           |                           |                           |                          |                          |
| Candidat Étiquette politique (partis et alliances)                              | Candidat Étiquette politique (partis et alliances)                        | Voix                      | % des exprimés            | Voix                     | % des exprimés           |
|                                                                                 |                                                                           |                           |                           |                          |                          |
|                                                                                 | François André (député sortant) Parti socialiste                          | 21 125                    | 46,78                     | 21 693                   | 65,86                    |
|                                                                                 | Mélina Parmentier Les Républicains (Union des démocrates et indépendants) | 6 832                     | 15,13                     | 11 244                   | 34,14                    |
|                                                                                 | Virginie Abautret La France insoumise                                     | 6 102                     | 13,51                     |                          |                          |
|                                                                                 | Justine Dieulafait Front national                                         | 4 605                     | 10,20                     |                          |                          |
|                                                                                 | Gaëlle Rougier Europe Écologie Les Verts                                  | 2 823                     | 6,25                      |                          |                          |
|                                                                                 | Yannick Nadesan Parti communiste français                                 | 1 604                     | 3,55                      |                          |                          |
|                                                                                 | Dylan Epinat Régionaliste (Oui la Bretagne)                               | 534                       | 1,18                      |                          |                          |
|                                                                                 | Mathieu Guihard Régionaliste (Parti breton)                               | 467                       | 1,03                      |                          |                          |
|                                                                                 | Benoît Guillet Lutte ouvrière                                             | 408                       | 0,90                      |                          |                          |
|                                                                                 | Sophie Planté Extrême gauche (Nouveau Parti anticapitaliste)              | 331                       | 0,73                      |                          |                          |
|                                                                                 | Luc Toupense Divers (Union populaire républicaine)                        | 325                       | 0,72                      |                          |                          |
|                                                                                 | Aloyse Jamin Divers droite (Parti chrétien-démocrate)                     | 4                         | 0,01                      |                          |                          |
| Source : Ministère de l'Intérieur - Troisième circonscription d'Ille-et-Vilaine |                                                                           |                           |                           |                          |                          |

La suppléante de François André était Claudia Rouaux, conseillère régionale et conseillère municipale de Montfort-sur-Meu. Décédé le 11 février 2020, il est remplacé par cette dernière dès le lendemain.

#### Élections de 2022
Les élections législatives françaises de 2022 ont lieu les dimanches 12 et 19 juin 2022.
| Résultats des élections législatives des 12 et 19 juin 2022 de la 3e circonscription d'Ille-et-Vilaine |                          |                          |              |              |             |             |
| Candidat                                                                                               | Candidat                 | Parti et coalition       | Premier tour | Premier tour | Second tour | Second tour |
| Candidat                                                                                               | Candidat                 | Parti et coalition       | Voix         | %            | Voix        | %           |
| | Claudia Rouaux           | PS (NUPES)               | 16 822       | 35,72        | 23 784      | 51,53       |
| | Christophe Martins       | PRV (ENS)                | 15 317       | 32,53        | 22 375      | 48,47       |
| | Astrid Prunier           | RN                       | 6 998        | 14,86        |             |             |
| | Mélina Parmentier        | LR (UDC)                 | 4 015        | 8,53         |             |             |
| | David Merlière           | REC                      | 1 350        | 2,87         |             |             |
| | Céline Bretel            | PA                       | 746          | 1,58         |             |             |
| | Mathieu Guihard          | PB                       | 593          | 1,26         |             |             |
| | Jean-Louis Amisse        | LO                       | 587          | 1,25         |             |             |
| | Matthieu Ploquin         | PP                       | 580          | 1,23         |             |             |
| | Karim Farah              | UDMF                     | 82           | 0,17         |             |             |
| Votes valides                                                                                          | Votes valides            | Votes valides            | 47 090       | 97,77        | 46 159      | 94.06       |
| Votes blancs                                                                                           | Votes blancs             | Votes blancs             | 768          | 1,59         | 1 905       | 3.88        |
| Votes nuls                                                                                             | Votes nuls               | Votes nuls               | 308          | 0,64         | 1 012       | 2.06        |
| Total                                                                                                  | Total                    | Total                    | 48 166       | 100          | 49 076      | 100         |
| Abstention                                                                                             | Abstention               | Abstention               | 43 669       | 47,55        | 42 782      | 46.57       |
| Inscrits / participation                                                                               | Inscrits / participation | Inscrits / participation | 91 835       | 52,45        | 91 858      | 53.43       |

Le suppléant de Claudia Rouaux était Benoît Sohier, professeur de collège, maire de Saint-Domineuc et conseiller départemental du canton de Combourg.

#### Élections de 2024
| Candidat                 | Candidat                 | Parti et coalition       | Nuance                   | Premier tour | Premier tour | Second tour | Second tour |
| Candidat                 | Candidat                 | Parti et coalition       | Nuance                   | Voix         | %            | Voix        | %           |
| ------------------------ | ------------------------ | ------------------------ | ------------------------ | ------------ | ------------ | ----------- | ----------- |
|                          | Claudia Rouaux           | PS (NFP)                 | UG                       | 24 649       | 36,77        | 27 165      | 40,49       |
|                          | Charlotte Faillé         | HOR (ENS)                | ENS                      | 19 919       | 29,71        | 20 552      | 30,64       |
|                          | Virginie d'Orsanne       | RN                       | RN                       | 18 850       | 28,12        | 19 366      | 28,87       |
|                          | Victor Roulet            | LR NE                    | DVD                      | 1 688        | 2,52         |             |             |
|                          | Mathieu Guihard          | PB (PU)                  | REG                      | 1 132        | 1,69         |             |             |
|                          | Jean-Louis Amisse        | LO                       | EXG                      | 802          | 1,20         |             |             |
|                          |                          |                          |                          |              |              |             |             |
| Votes valides            | Votes valides            | Votes valides            | Votes valides            | 67 040       | 97,37        | 67 083      | 97,79       |
| Votes blancs             | Votes blancs             | Votes blancs             | Votes blancs             | 1 162        | 1,69         | 1 083       | 1,58        |
| Votes nuls               | Votes nuls               | Votes nuls               | Votes nuls               | 646          | 0,94         | 435         | 0,63        |
| Total                    | Total                    | Total                    | Total                    | 68 848       | 100          | 68 601      | 100         |
| Abstention               | Abstention               | Abstention               | Abstention               | 24 526       | 26,27        | 24 792      | 26,55       |
| Inscrits / participation | Inscrits / participation | Inscrits / participation | Inscrits / participation | 93 374       | 73,73        | 93 393      | 73,45       |